# Nasta Rojc
Nasta (Jerka Hermina Ljubica) Rojc (Bjelovar, 6. studenog 1883. – Zagreb, 6. studenog 1964.) bila je hrvatska slikarica.

## Životopis
Bila je kći odvjetnika i političara Milana Rojca te Slave Blažić. Otac nije odobravao njen interes za slikarstvo, no zahvaljujući nizu kompromisa Nasta je uspjela osigurati očevu podršku. Jedan od tih kompromisa bila je udaja za slikara Branka Šenou, sina Augusta Šenoe.   
Pohađala je školu uršulinki u Varaždinu te realnu gimnaziju u Bjelovaru. Studij slikarstva počela je privatno u Zagrebu kod Otona Ivekovića te nastavila u Beču na Kunstschule für Frauen und Mädchen. Potom odlazi u München, gdje pohađa Frauen Akademie i druži se sa slikarom Miroslavom Kraljevićem. Studij završava u Beču. Nakon povratka u Zagreb, ponovno radi u Ivekovićevu ateljeu. Od 1918. godine u njenom slikarstvu prevladavaju portreti i autoportreti koji se ističu po autoričinu odbacivanju ideala građanske ženstvenosti.
Isidor Kršnjavi smatrao je da se ovu slikaricu nepravedno zanemaruje. Nabavio je njenu sliku "Autoportret s puškom" za galeriju Društva umjetnosti 1911. godine.
Zalagala se za afirmaciju hrvatskih umjetnica u zemlji i inozemstvu. Godine 1914. organizirala je izložbu hrvatskih umjetnica u Beču. Zajedničkom inicijativom Naste i Line Crnčić-Vivant u Zagrebu je po uzoru na londonski Ženski međunarodni umjetnički klub (Women’s International Art Club) osnovan Klub likovnih umjetnica 1927. godine, u kojem je Nasta bila među najaktivnijima članicama. Klub je održao je 11 izložbi (Zagreb, Ljubljana, Sušak, Osijek, Dubrovnik), sudjelovao na putujućoj izložbi Male ženske Antante (1938.) i organizirao izložbu Käthe Kollwitz u Zagrebu 1936.
Godine 1923. putuje u Englesku i Škotsku iz zdravstvenih razloga te slika uglavnom pejzaže. Godine 1924. ima samostalnu izložbu u Grieves Art Gallery u Londonu, koja postiže veliki uspjeh.   
Ilustrirala je prvo izdanje romana Čudnovate zgode Šegrta Hlapića Ivane Brlić-Mažuranić iz 1913. godine. Preslika je dostupna u digitalnoj zbirci Gradske knjižnice Zagreb.
U periodu nakon rata Nasta započinje vezu s britanskom časnicom Alexandrinom Marie Onslow, no unatoč tome ostaje u dobrim odnosima s Brankom Šenoom. Nasta i Alexandrina stanovale su u Rokovom perivoju  Arhivirana inačica izvorne stranice od 2. srpnja 2022. (Wayback Machine), u kući koju je sama projektirala te u kojoj se nalazio i njen atelje. Zbog sumnje da pomaže partizanima, ustaška vlast početkom 1940-ih oduzima joj kuću, a Nasta i Alexandrina završavaju u zatvoru, no oslobođene su nakon par mjeseci zbog nedostatka dokaza.  
Nastin rad privukao je i pažnju Marije Jurić Zagorke, koja ju je molila da napiše autobiografski tekst za Ženski list. Tekst je objavljen 1933. godine povodom Nastinog 50. rođendana.
Umrla je u siromaštvu, na svoj rođendan 6. studenoga 1964. godine. Pokopana je na zagrebačkom groblju Mirogoj zajedno s A. Onslow.  

## Nasljeđe
U sklopu Gradskog muzeja u Bjelovaru nalazi se Zbirka Naste Rojc,   Arhivirana inačica izvorne stranice od 22. siječnja 2022. (Wayback Machine) a 1969. godine Muzej je organizirao izložbu "Nasta Rojc (1883.-1964.)" kustosa Željka Sabola.  
Umjetnički paviljon u Zagrebu priredio joj je dvije retrospektivne izložbe: "Nasta Rojc – kritička retrospektiva" 2014. (kustosica: Jasminka Poklečki Stošić) i "Nasta Rojc: retrospektivna izložba" 1996./97. (kustosica: Đurđa Petravić Klaić).  
Leonida Kovač 2007. godine pripremila je izložbu "Zelene vrpce: Samoreprezentacijski radovi Naste Rojc i Stjepana Lahovskog iz zbirke dr. Josipa Kovačića" u Muzeju arhitekture u Zagrebu.  
U Beču u Palači Porcia 30. ožujka 2017. otvorena je izložba "Hommage à Nasta Rojc", koja je organizirana u sklopu manifestacije Godina hrvatske kulture u Austriji.
U izdanju Muzeja suvremene umjetnosti u Zagrebu 2019. je objavljen grafički roman Nasta Rojc: Ja borac autorica Leonide Kovač i Ane Mušćet, koji se zasniva na autobiografskim zapisima i pismima Naste Rojc.

## Galerija
- Nasta Rojc u atelijeru 1925.
- Maja Strozzi-Pečić i Nasta Rojc u Londonu 1926.
- Nasta Rojc: Pavao Hatz, 1914.
- Nasta Rojc: „Na cesti”, 1920.
- Nasta Rojc: „Dobar zaklon”, 1920.
- Nasta Rojc: „Hrvatska muška narodna nošnja”, 1920.
- Nasta Rojc: „Seljanka iz Šestina”, 1920.